# Pareustroma
Pareustroma là một chi bướm đêm thuộc họ Geometridae.